# William Francis Ainsworth
William Francis Ainsworth (Exeter, 5 novembre 1807 – Hammersmith, 27 novembre 1896) è stato un viaggiatore, geologo e medico inglese.
Nel 1835 prese parte, come medico e geologo, alla spedizione di Francis Rawdon Chesney sull'Eufrate, pubblicando al proprio ritorno una relazione sulle osservazioni da lui stesso compiute. Immediatamente dopo, sotto incarico della Royal Geographical Society, percorse l'Asia Minore, la Mesopotamia e l'Armenia. Dopo il 1841 aiutò suo cugino William Harrison Ainsworth nella direzione di numerose riviste, e fu direttore, dal 1871 al 1879, del New Monthly Magazine.

### Opere
- 1838 – Researches in Assyria, Babylonia and Chaldaea
- 1842 – Travels and researches in Asia Minor, Mesopotamia, Chaldaea and Armenia (2 volumi)
- 1844 – Travels in the track of the ten thousand Greeks